# Rune Olson
Rune John Evald Olson, född 27 november 1921 i Fässbergs församling i Göteborgs och Bohus län, död 25 september 1997 i Vasa församling i Göteborg, var en svensk operasångare (tenor) och skådespelare.

## Biografi
Olson fick sin skolning huvudsakligen vid legendariska Guildhall School of Music and Drama i London och var verksam vid Stora Teatern i Göteborg från 1944 till början av 1980-talet. Han sjöng närmare 100 olika roller, bland annat Agitatorn i Aulis Sallinens opera Det röda strecket, Jack O'Brien i Kurt Weills Aufstieg und Fall der Stadt Mahagonny och kejsaren i Puccinis Turandot (bland annat i den berömda uppsättningen på Scandinavium i Göteborg 1974, där titelrollen spelades av Birgit Nilsson).
Han gjorde sig även känd som dramatiker och musikalartist. Han spelade Herr Schultz i musikalen Cabaret i fem skilda uppsättningar på olika håll i landet och blev också särskilt uppmärksammad för sin tolkning av överste Pickering i My Fair Lady i Göteborg 1992. Han var verksam fram till sin död 1997. Olson är begravd på Västra kyrkogården i Göteborg.
Vid sidan av operan och teatern hade Olson ett stort intresse för konst och antikviteter. Han drev flera konstgallerier i Göteborg, bland annat Galleri Lorensberg på Lorensbergsgatan. Olson var far till debattören och skribenten Henrik RS Olsson.

## Teater

### Roller
| År   | Roll | Produktion                                  | Regi           | Teater        |
| ---- | ---- | ------------------------------------------- | -------------- | ------------- |
| 1954 |      | Oh, mein Papa (Das Feuerwerk) Paul Burkhard | Lars Barringer | Stora Teatern |